# Künstliche Vagina
Eine künstliche Vagina ist eine Nachbildung der weiblichen Vagina. Sie wird sowohl als Masturbationshilfe für Männer im Bereich der Sexspielzeuge als auch in der Tierzucht zur Gewinnung von Sperma für künstliche Besamung eingesetzt.

## Verwendung als Sexspielzeug

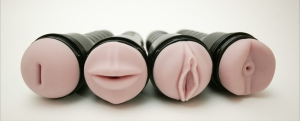
Masturbatoren mit Nachbildungen von Mund, Vulva und Anus versehen

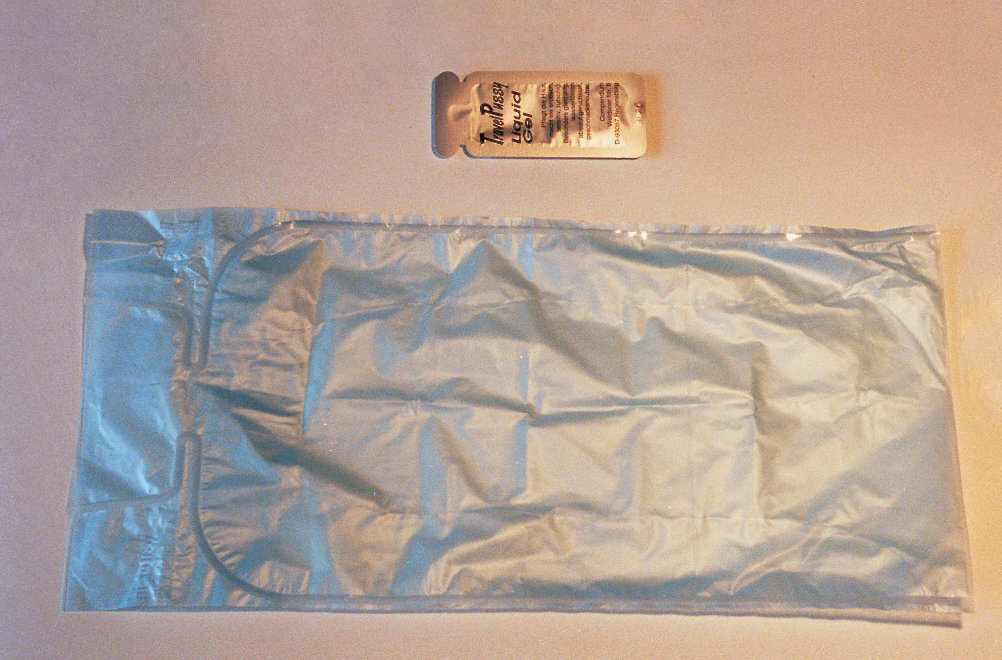
Auseinandergefaltete Travel-Pussy mit Gleitmittelpackung

Im Erotikbereich werden künstliche Vaginen als Masturbatoren bezeichnet. Diese Hilfsmittel sind in verschiedenen Ausführungen, Materialien und Preisklassen erhältlich.
Eine künstliche Vagina ist in der Regel aus thermoplastischen Elastomere (kurz: TPE/TPR) gefertigt und zur mehrmaligen Nutzung konzipiert. TPE bestehen aus natürlichem oder synthetischem Kautschuk und verschiedenen Ölen. Sie sind hautfreundlich wie Silikon, fühlen sich aber noch weicher und elastischer an, fast wie echte Haut. Das Material muss nach der Nutzung desinfiziert und gereinigt werden. Eine bekannte Marke für künstliche Vaginen ist Fleshlight.
Manche dieser Sexspielzeuge sind mit einem batteriebetriebenen Vibrator ausgestattet oder vollautomatisch. In der äußeren Erscheinung sind künstliche Vaginen dem Aussehen einer Vulva angeglichen, doch auch Nachbildungen des Anus oder von Mündern werden angeboten.
Eine spezielle Form der künstlichen Vagina ist die Travel-Pussy (deutscher Name), die in Dänemark vom Ingenieur Kim Petersen produziert wird. Das in Dänemark als WaterWoman angebotene Produkt ist ein meist rosa oder blauer Plastikbeutel mit einer doppelten Wand und einer Einstülpung und wird häufig in Kondomautomaten an Flughäfen oder Raststätten verkauft. 
Der Plastikschlauch wird ähnlich wie eine Wärmflasche mit Wasser gefüllt. Zielgruppe des Produkts sind vor allem Fernfahrer, doch auch Militärtruppen im Auslandseinsatz werden beliefert. Der deutsche Name Travel Pussy bezieht sich darauf, dass das Spielzeug besonders gut für den mobilen Gebrauch geeignet ist.

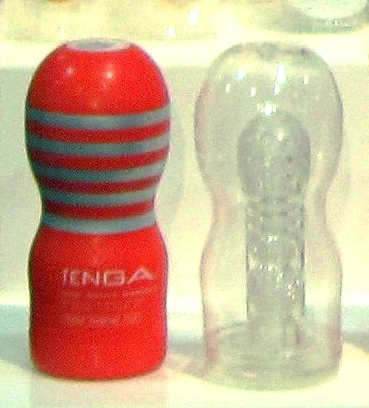
Onacup von Tenga; links: Außenansicht, rechts: Modell des Inneren

Das einmal zu benutzende Masturbations-Hilfsmittel Onacup, welches ursprünglich aus Japan kam, ist ebenso eine Art künstliche Vagina. Bekannt sind zudem die Einmal-Masturbatoren von Tenga mit dem Namen "Tenga Egg".
Die umgangssprachliche Bezeichnung Seemannsbraut für eine künstliche Vagina geht auf den Mythos zurück, dass insbesondere Seeleute mit einer langen Trennungszeit von ihren Partnerinnen solche Hilfen zur Selbstbefriedigung benutzen. Eine weitere umgangssprachliche Bezeichnung ist Taschenmuschi.

## Problematische Materialien und Sexualhygiene
Das Kölner ECO-Umweltinstitut untersuchte im Auftrag der Zeitschrift Stern verschiedene Dildos aus Kunststoff. Danach enthielten die Dildos erhebliche Konzentrationen des Weichmachers Phthalat und Lösungsmittel wie beispielsweise Toluol. 
Zu einem ähnlichen Ergebnis kam die Zeitschrift Stiftung Warentest 2019. In deren Tests wurden unter anderem erhöhte Konzentrationen von als krebserregend eingestufte polyzyklische aromatische Kohlenwasserstoffe, kurz PAK, und Weichmacher wie Diethylhexylphthalat (DEHP) gefunden, die sich auf die Fruchtbarkeit auswirken können.
Alleine aus diesem Grund wird die Nutzung von Kondomen zusammen mit Sexspielzeugen empfohlen. Kondome schützen nicht nur vor den möglicherweise gesundheitsgefährdenden Stoffen, sondern sind auch aus hygienischen Gründen empfehlenswert.

## Verwendung in der Viehzucht

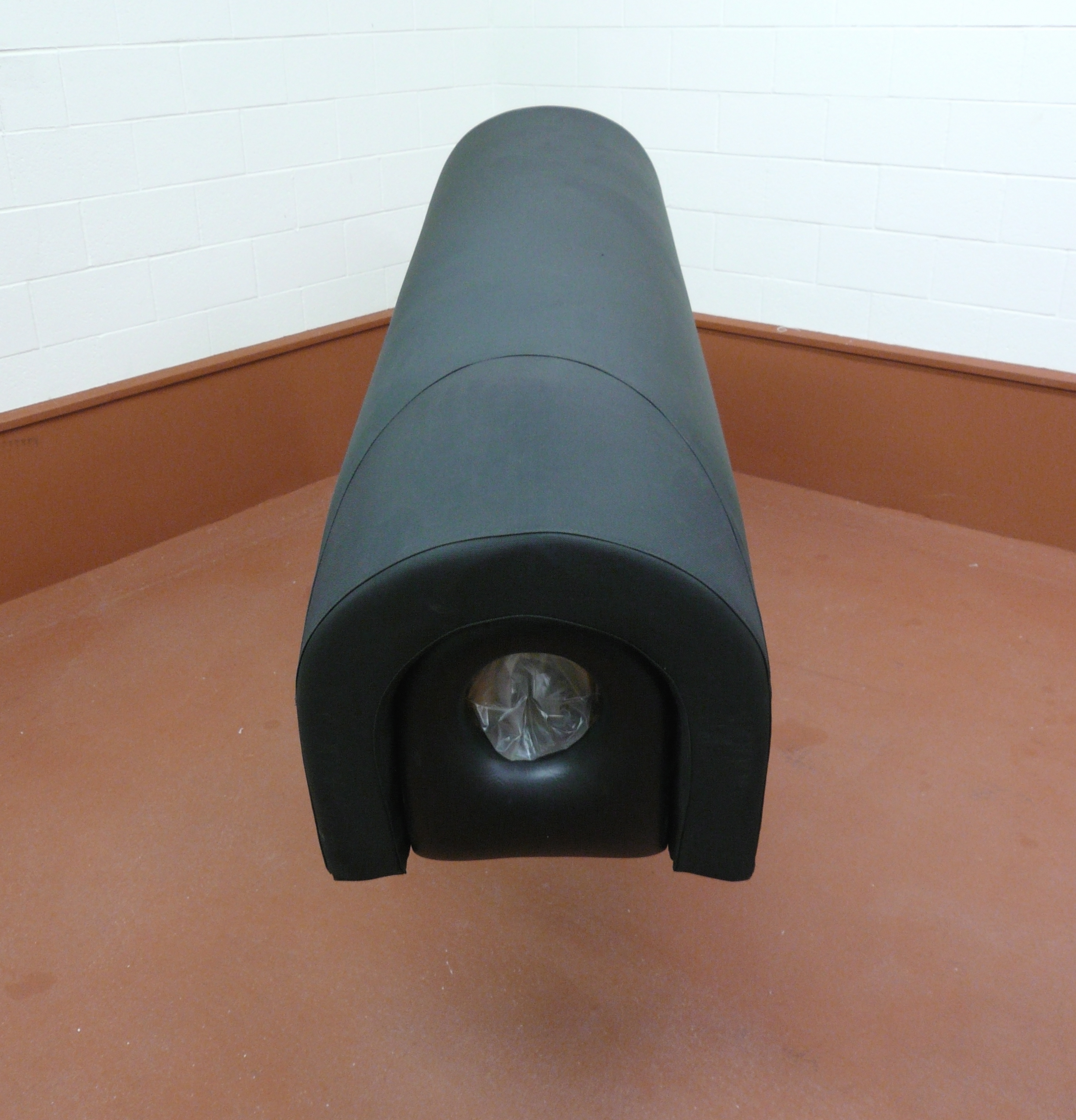
Phantom mit künstlichem Vaginalschlauch aus der Pferdezucht

In der Rinder-, Pferde- und Schweinezucht dient eine künstliche Vagina der Gewinnung von Sperma des männlichen Zuchttieres für die künstliche Besamung weiblicher Zuchttiere. Die künstliche Vagina wird in ein sogenanntes Phantom eingebaut, das von dem männlichen Tier begattet wird. Der Vorgang wird Blindsprung genannt, im Gegensatz zum Natursprung beim natürlichen Begattungsvorgang.
Alternativ wird dem Bullen in der Rinderzucht auch ein als Untermann bezeichnetes kastriertes Tier zugeführt, das vom Zuchttier bestiegen wird. Im Moment der Begattung stülpen Helfer die künstliche Vagina über den erigierten Penis des Zuchttiers.